# Хей, Арнолд!: Филмът
„Хей, Арнолд!: Филмът“ (на английски: Hey Arnold!) е американски анимационен приключенски комедиен филм от 2002 г., базиран на едноименния анимационен сериал, излъчван по Nickelodeon. Режисиран е от Тък Тъкър и е написан от създателя на сериала Крейг Бартлет и Стив Викстен, музиката е композирана от Джим Ланг. Събитията на филма заемат място по време на петия и последен сезон на „Хей, Арнолд!“. Озвучаващия състав се състои от Спенсър Клейн, Франческа Мари Смит, Джами Смит, Дан Кастеланета, Трес Макнийл, Пол Сорвино, Дженифър Джейсън Лий и Кристофър Лойд.
Филмът е продуциран от Paramount Pictures и Nickelodeon Movies, Shee-Oosh, Inc. и Paramount Pictures и е пуснат на 28 юни 2002 г. от Paramount Pictures. Това е третият филм, създаден от Nickelodeon Movies да бъде базиран на Nicktoon, след „Дребосъчетата: Филмът“ и „Дребосъчетата в Париж“.